# André Dierickx
André Dierickx (nascido em 29 de outubro de 1947) é um ex-ciclista belga, que atuou como profissional entre 1969 e 1981. Dierickx representou seu país, Bélgica, na prova de estrada individual nos Jogos Olímpicos de Verão de 1968 em Cidade do México, onde terminou na décima nona posição.